# Нетечь (приток Неначи)
Нетечь (бел. Няцеч) — река в Калинковичском районе Гомельской области, мелиоративный канал № 1 в городе Калинковичи, приток реки Неначи.

## Название
Первоначальное название, известное на сегодня — Кавня. Впервые название упоминается в Акте разграничения королевских сёл Мозырского повета, осуществлённое панами Воловичем и Нарушевичем, от 8 октября 1560 года, в котором граница сёл Гулевичи и Каленковичи устанавливалась «от речки Припяти речкою Ненач до брода Кавни, от брода до болота…». 

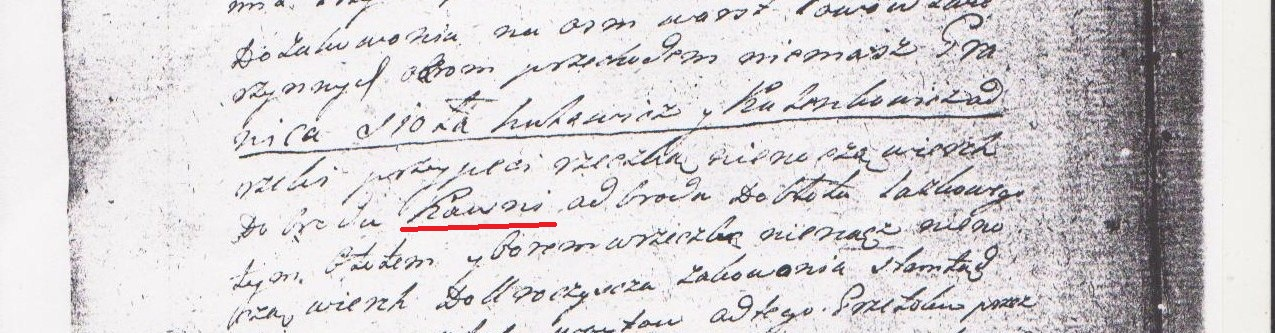
Название Кавня в Акте разграничения королевских сёл Мозырского повета 1560 года. Фрагмент копии.

 Название Кавня также встречается в других документальных источниках. В документе 1776 года «Инвентарь Багримовичского староства Мозырского повета 1776 год»: «…на реке Кавни, к которой идут от крестьянских сараев той же дорогой через насыпную греблю шагов 30 от моста…». В документе от 22 апреля 1779 года «Люстрация мостов и гатей Багримовичского староства» указано: «…на реке прозываемой Кавенка, в деревне Калинковичи на Глусском и Лоевском тракте находился мост 26 прутов длины и 6 локтей ширины».
На плане генерального межевания Минского повета Речицкого уезда 1800 года река отмечена как Ковна. На специальной карте Западной части Российской Империи Шуберта 1826—1840 годов река отмечена как Рудня.

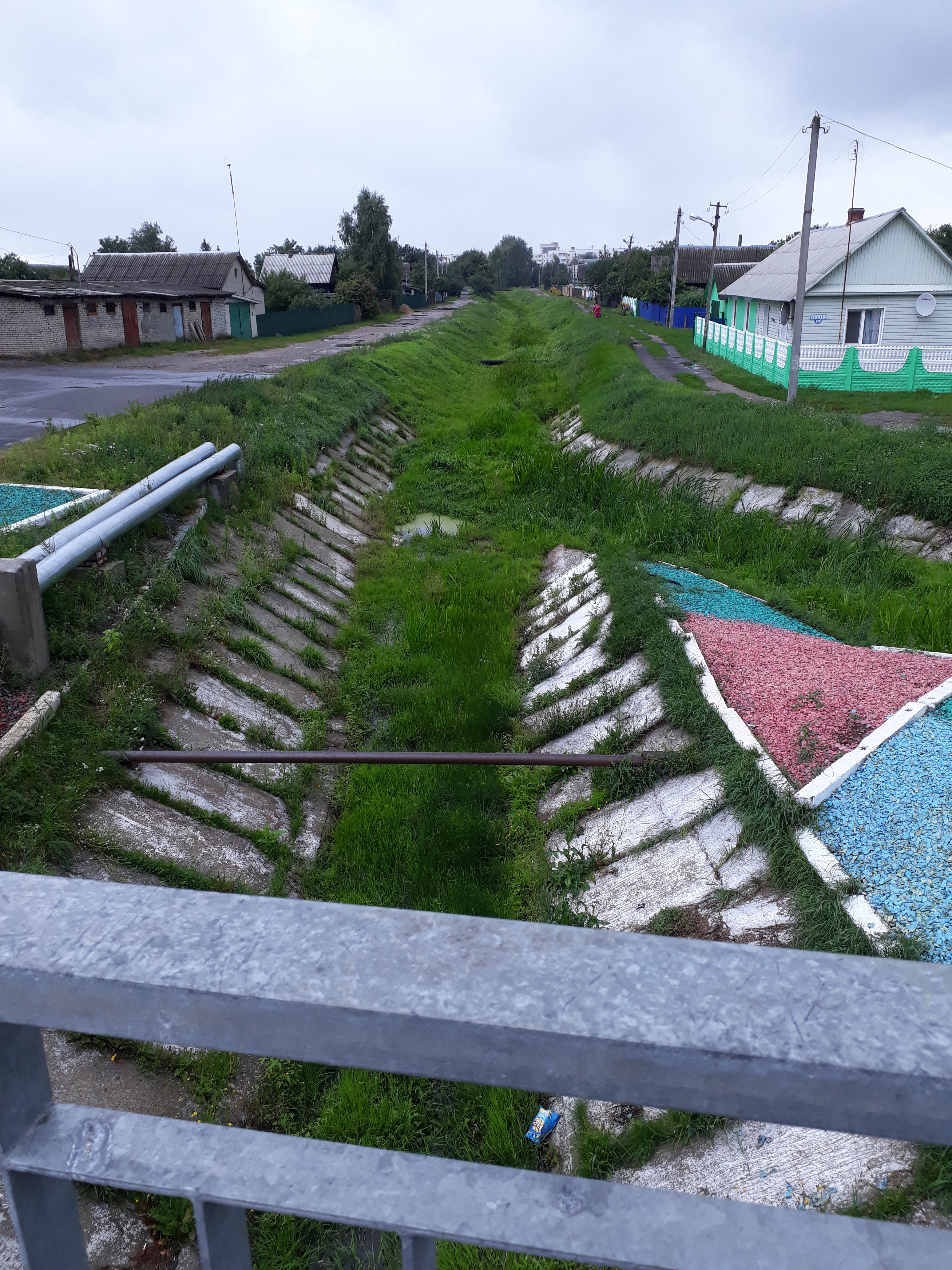
Река Нетечь. Вид с автодорожного моста Советской улицы. Фотография.

В документе «Записка к схематическому плану города Калинковичи Мозырского округа» 1928 года Кавня упоминается несколько раз: «…рекою Кавнею протяжённостью 5 км занято 1,5 гектара городской земли…», «п. 2 Осушка заболоченных площадей с предварительной нивелировкой старых заплывших каналов и речки Кауни и устройство пруда для нужд города при реке Кауни», «п. 8 Отсутствие в гор. здоровой питьевой воды ставит первоочередным вопрос об устройстве артезианского колодца — основного камня будущего водопровода. Это имеет важное значение и как противопожарная мера ввиду пересыханию реки Кауни в летние месяцы, а зачастую и зимою».
Возможное переименование Кавни в Нетечь было связано со строительством мелиоративного канала № 1.

## География
Исток находится в 1,5 км к востоку от деревни Ладыжин Калинковичского района. Протекает с востока на запад через город Калинковичи, занимая площадь 20 га. Имеет правый приток — мелиоративный канал № 2, который также протекает в Калинковичах с северо-запада. Устье находится на 36 км реки Неначи, в 2 км к юго-востоку от деревни Рудня Горбовичская.

## История
Река канализирована вместе с рекой Неначью, притоком реки Припяти, в мелиоративный канал № 1 в 1970—1975 годах Ипповским межрайонным управлением осушительных систем Гомельского областного управления сельского хозяйства по комплексной программе мелиорации земель Полесья, согласно Пленуму ЦК КПСС «О мелиорации земель Белорусского Полесья» на основании приказа Министерства мелиорации и водного хозяйства СССР № 131 от 27 августа 1966 года.
В 1982 году, в городском парке культуры и отдыха им. 40 лет Победы, вырыт искусственный водоём вдоль канала Нетечь, заполненный водой за один весенне-летний сезон того же года. Ныне — озеро Калинковичское (код СОАТО — 3223501000).